# Lithaire
Lithaire település Franciaországban, Manche megyében. Lakosainak száma 575 fő (2018. január 1.). Lithaire Varenguebec és Vesly községekkel határos.

## Népesség
A település népességének változása:
| Lakosok száma | 692  | 627  | 572  | 534  | 519  | 556  | 544  | 1417 | 574  | 575  |
|               | 1962 | 1968 | 1975 | 1990 | 1999 | 2008 | 2013 | 2016 | 2017 | 2018 |